# Patrick Leahy
Patrick Joseph Leahy (Montpelier (Vermont), 31 maart 1940) is een Amerikaans politicus van de Democratische Partij. Tussen 1975 en 2023 was hij senator voor Vermont. Tussen 2012 en 2015 en opnieuw tussen 2021 en 2023 was hij President pro tempore van de Senaat. Ook was hij de voorzitter van de Senaatscommissie voor Justitie.

## Biografie
Leahy is een zoon van Howard Francis Leahy, van Iers-Amerikaanse afkomst en Alba Zambon, van Italiaans-Amerikaanse afkomst en heeft een broer (John) en een zus (Mary). Nadat hij geslaagd was aan het Saint Michael's College in 1961 ging hij aan de University Law School studeren, waar hij in 1964 de titel juris doctor behaalde. In 1962 trouwde Leahy Marcelle Pomerleau, met wie hij drie kinderen zou krijgen; Kevin, Alicia en Mark. Hij werkte twee jaar als advocaat waarna hij tot 1974 als openbaar aanklager werkte. Leahy werd in 1974 gekozen als vertegenwoordiger namens Vermont in de senaat (met slechts een klein verschil ten opzichte van de Republikeinse tegenkandidaat) en werd daarna vijfmaal herkozen (met uitzondering van zijn eerste herverkiezing iedere keer met minimaal 10 procent verschil). Hij was de eerste Democraat die in de senaat werd gekozen voor Vermont sinds de Amerikaanse burgeroorlog, en tot op heden de enige.
In zijn carrière als senator is Leahy voorzitter geweest van de senaatscommissie voor landbouw, voeding en bosbouw van 1987 tot 1995 (toen de democraten de meerderheid in de senaat verloren aan de republikeinen) en van 2001 tot 2003 was hij voorzitter van het Judiciary Committee. Hij was weer voorzitter van deze commissie van 2007 tot 2015. Daarnaast is Leahy lid van diverse andere senaatscommissies. In 1987 trad Leahy af als vicevoorzitter van de senaatscommissie die over de veiligheidsdiensten gaat na een onderzoek naar een lek naar een journalist. Leahy bleek niet-geclassificeerde informatie te hebben verstrekt, en uit het onderzoek bleek dat er geen strafbare feiten hadden plaatsgevonden.
In 2005 was Leahy kritisch op het bespioneren door de overheid onder George W. Bush zonder gerechtelijk bevel. De Foreign Intelligence Surveillance Act staat de overheid toe om tot drie dagen na het uitvoeren van de spionage nog het gerechtelijk bevel te verkrijgen met terugwerkende kracht. 
Tijdens de verkiezingen van 1998 was het opmerkelijk dat de kandidatuur van Leahy werd gesteund door zijn republikeinse opponent, Fred Tuttle. Tuttle riep zijn stemmers op om op Leahy te stemmen, omdat hij niet naar Washington wilde verhuizen. Leahy woont in een boerderij in Middlesex in Vermont die hij verplaatste vanuit Burlington.
In 2001 was Leahy een van de twee senatoren die doelwit waren van antrax-poederbrieven. De brief werd echter al tijdig onderschept, nog voor deze zijn kantoor bereikte. Leahy heeft een belangrijke rol gespeeld in onder meer de Pirate Act en de INDUCE Act, respectievelijk handelend over internetpiraterij en auteursrechtinbreuk.

## Filmografie
Leahy heeft vanwege zijn voorliefde voor de stripheld Batman verschillende cameo's gehad in Batman-televisieafleveringen en -films. Zo sprak hij een territoriale gouverneur in voor een aflevering van de animatieserie Batman: The Animated Series uit 1995. Ook verscheen hij in de films Batman Forever (1995) en Batman & Robin (1997). In The Dark Knight filmtrilogie van Christopher Nolan speelde hij een bestuurslid van Wayne Enterprises in The Dark Knight (2008) en The Dark Knight Rises (2012). Daarnaast verscheen hij ook in de film Batman v Superman: Dawn of Justice (2016), waarin hij de rol van senator Purrington vertolkte.
- Gemeinsame Normdatei: 170634116
- International Standard Name Identifier: 0000 0003 8306 1222
- Library of Congress Control Number: n77013301
- National Archives and Records Administration: 10582788
- SNAC: w68t5fq8
- Biographical Directory of the United States Congress: L000174
- Virtual International Authority File: 267315101
- WorldCat: E39PBJdrKYRCYHryM7cHty6qcP

Alabama: Tuberville (R) · Britt (R)
Alaska: Murkowski (R) · Sullivan (R)
Arizona: Kelly (D) · Gallego (D)
Arkansas: Boozman (R) · Cotton (R)
Californië: Padilla (D) · Schiff (D)
Colorado: Bennet (D) · Hickenlooper (D)
Connecticut: Blumenthal (D) · Murphy (D)
Delaware: Coons (D) · Blunt Rochester (D)
Florida: R. Scott (R) · Moody (R)
Georgia: Ossoff (D) · Warnock (D)
Hawaï: Schatz (D) · Hirono (D)
Idaho: Crapo (R) · Risch (R)
Illinois: Durbin (D) · Duckworth (D)
Indiana: Young (R) · Banks (R)
Iowa: Grassley (R) · Ernst (R)
Kansas: Moran (R) · Marshall (R)
Kentucky: McConnell (R) · Paul (R)
Louisiana: Cassidy (R) · Kennedy (R)
Maine: Collins (R) · King (O)
Maryland: Van Hollen (D) · Alsobrooks (D)
Massachusetts: Warren (D) · Markey (D)
Michigan: Peters (D) · Slotkin (D)
Minnesota: Klobuchar (D) · Smith (D)
Mississippi: Wicker (R) · Hyde-Smith (R)
Missouri: Hawley (R) · Schmitt (R)
Montana: Daines (R) · Sheehy (R)
Nebraska: Fischer (R) · Ricketts (R)
Nevada: Cortez Masto (D) · Rosen (D)
New Hampshire: Shaheen (D) · Hassan (D)
New Jersey: Booker (D) · Kim (D)
New Mexico: Heinrich (D) · Luján (D)
New York: Schumer (D) · Gillibrand (D)
North Carolina: Tillis (R) · Budd (R)
North Dakota: Hoeven (R) · Cramer (R)
Ohio: Moreno (R) · Husted (R)
Oklahoma: Lankford (R) · Mullin (R)
Oregon: Wyden (D) · Merkley (D)
Pennsylvania: Fetterman (D) · McCormick (R)
Rhode Island: Reed (D) · Whitehouse (D)
South Carolina: Graham (R) · T. Scott (R)
South Dakota: Thune (R) · Rounds (R)
Tennessee: Blackburn (R) · Hagerty (R)
Texas: Cornyn (R) · Cruz (R)
Utah: Lee (R) · Curtis (R)
Vermont: Sanders (O) · Welch (D)
Virginia: Warner (D) · Kaine (D)
Washington: Murray (D) · Cantwell (D)
West Virginia: Moore Capito (R) · Justice (R)
Wisconsin: Johnson (R) · Baldwin (D)
Wyoming: Barrasso (R) · Lummis (R)
(D): Democraat · (R): Republikein · (O): Onafhankelijk